# Chez Maman
Chez Maman est un cabaret travesti situé rue des Grands Carmes à Bruxelles. Il est ouvert depuis le 3 décembre 1994.

## Historique

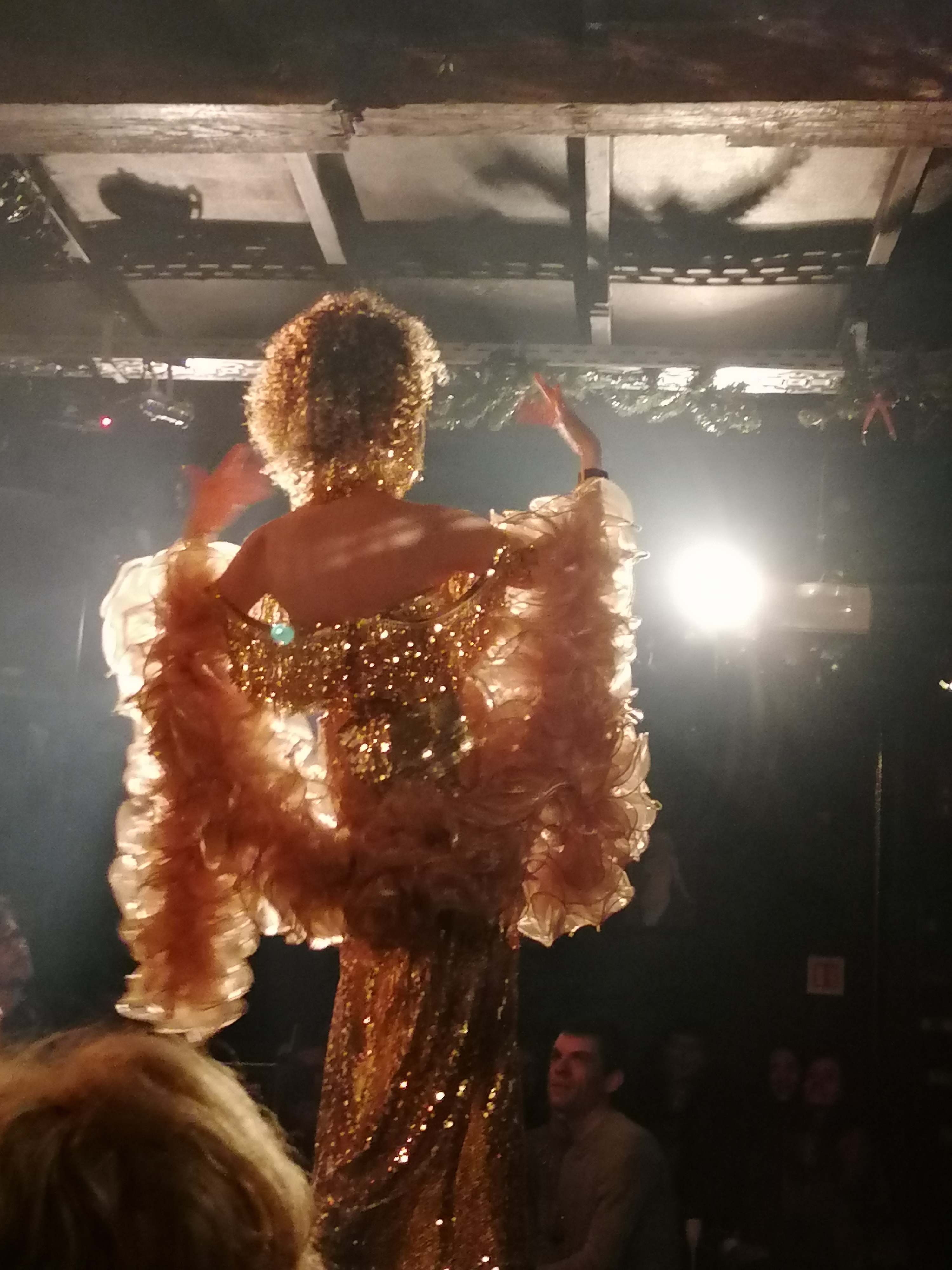
Spectacle Chez Maman

Le 3 décembre 1994,, Serge Morel (alias Maman) ouvre Chez Maman, son propre cabaret, après s'être produit dans des numéros travestis au Vaudeville pendant cinq ans. Le lieu, situé 7 rue des Grands Carmes à Bruxelles, dans le quartier Saint-Jacques, est un ancien magasin de pipes.
En mai 2021, un an plus tôt que ce qu'il avait prévu, Serge Morel prend sa retraite et confie la direction artistique du cabaret à l'une de ses drag queens, Sugar Love. François De Wespin continue quant à lui de s'occuper de la gestion du lieu. 

## Artistes
Outre Maman et Sugar Love, de nombreux artistes se produisent ou se sont produits Chez Maman, parmi lesquels : Chico, LaDiva, Miss Face, Mademoiselle Boop, Fernanda Lust et Chloé von Tilt.

## Dans la culture populaire
L'une des scènes du film Louise-Michel, de Benoît Delépine et Gustave Kervern, a été tournée Chez Maman.